# Fingerboard

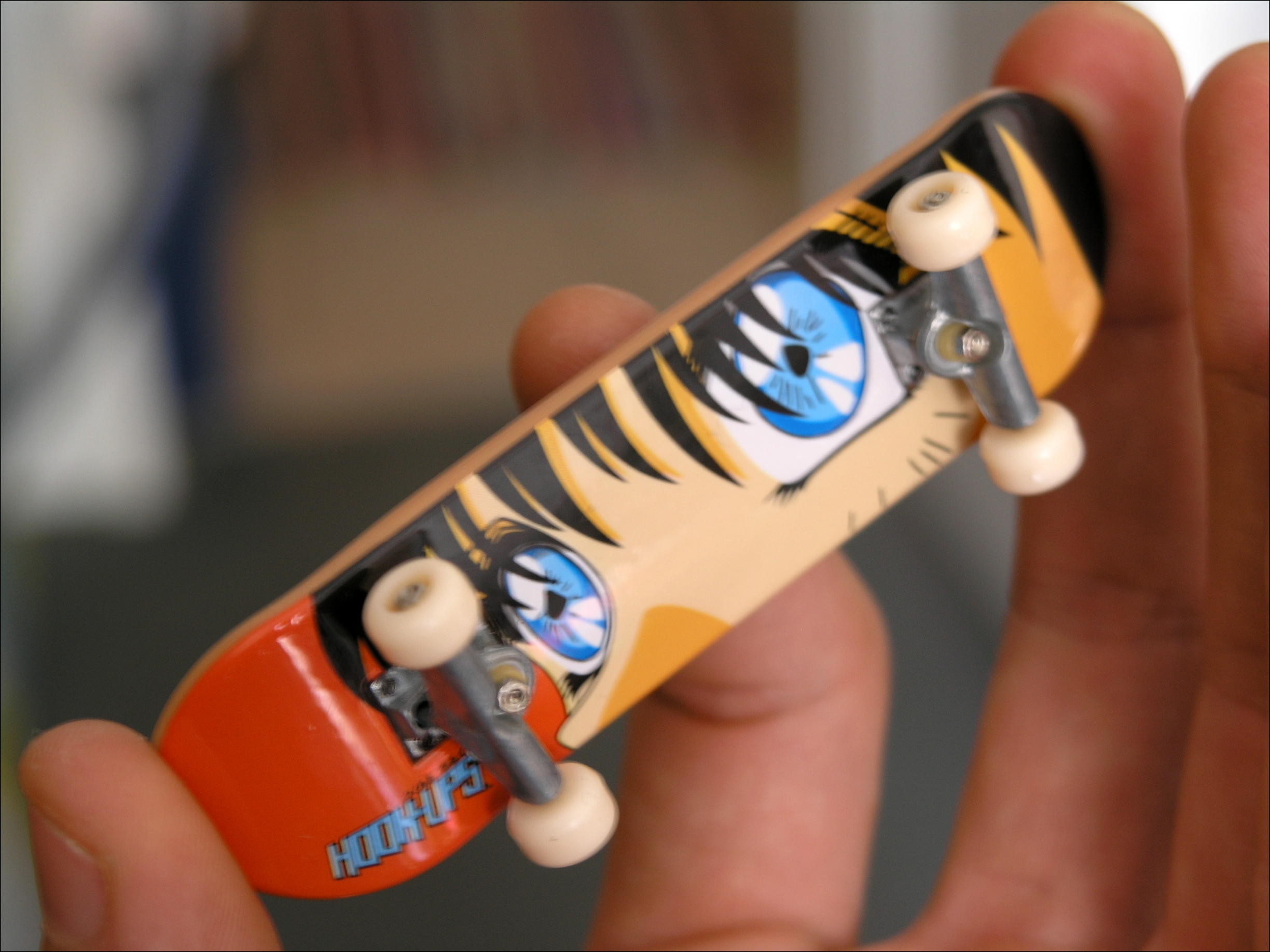
Klasický Tech deck Fingerboard

Fingerboard je zmenšenina skateboardu, která se ovládá dvěma prsty na ruce. Stejně jako jeho dospělá předloha se skládá z koleček, náprav (trucků), šroubků a matiček. Každý jednotlivý díl je možné vyměnit za jiný, například v případě opotřebení. Klasický fingerboard (hovorově finger) měří od 96 mm na délku a od cca 29 mm na šířku, ale existují různé velikosti. Jezdí se přes speciální překážky, které jsou zmenšeninou klasických skateboardových ramp. Dělají se na něm různé triky, z nichž základním je „Ollie“, výskok do vzduchu, ze kterého vychází většina dalších triků (např. kickflip, 360 flip atd). Drtivá většina triků je převzata z klasického skateboardingu, ale ne všechny lze na fingerboardu provést (a naopak). Na vzniku Fingerboardingu se podílela skateboardová legenda Lance Mountain, který je autorem článku „jak si vyrobit fingerboard“ v americkém časopise Transworld Skateboarding magazine, který vyšel v roce 1985.

## Historie
Fingerboarding je sport, který vznikl ve Spojených státech kolem roku 1985. Časopis Transworld Skateboard Magazine otiskl návod jak miniaturní skateboard vyrobit slepením sedmi baseballových karet. Podvozek (truck) byl vyroben z mazacích gum z tužek a kolečka s osičkami byly použity z modelů aut – angličáků. 
V roce 1986 se začaly první fingerboardy vyrábět průmyslově, nejprve jako přívěšky na klíče. Fingerboardy měly funkční kolečka, jen při jízdě překážel přívěškový řetízek. Někdo[kdo?] však tehdy vymyslel, že se budou podvozky vyrábět kovové a že se bude na fingerboardy dávat protismykový grip. Na trhu jsou dostupné primárně dva druhy fingerboardů, plastové pro začátečníky, které slouží zejména pro sběratelské účely a pro jízdu nejsou příliš vhodné. Faktem ovšem je, že po vylepšení jsou dobře použitelné jako startovací varianta pro výuku triků. Vyrábí je mnoho firem jako například Techdeck.
Druhou variantou jsou fingerboardy profesionální. Jejich hlavním rozdílem oproti plastovým fingrům pro začátečníky je dřevěná deska, která se svým tvarem téměř vůbec neliší od tvarů skutečných skateboardů. Oproti „gripu“, který se používá pro fingerboardy plastové, používá se u profesionálů tzv. „tape“. Jeho hlavním rozdílem je, že povrch není hrubý. Povrch tapu je obvykle černý s měkkým povrchem. 

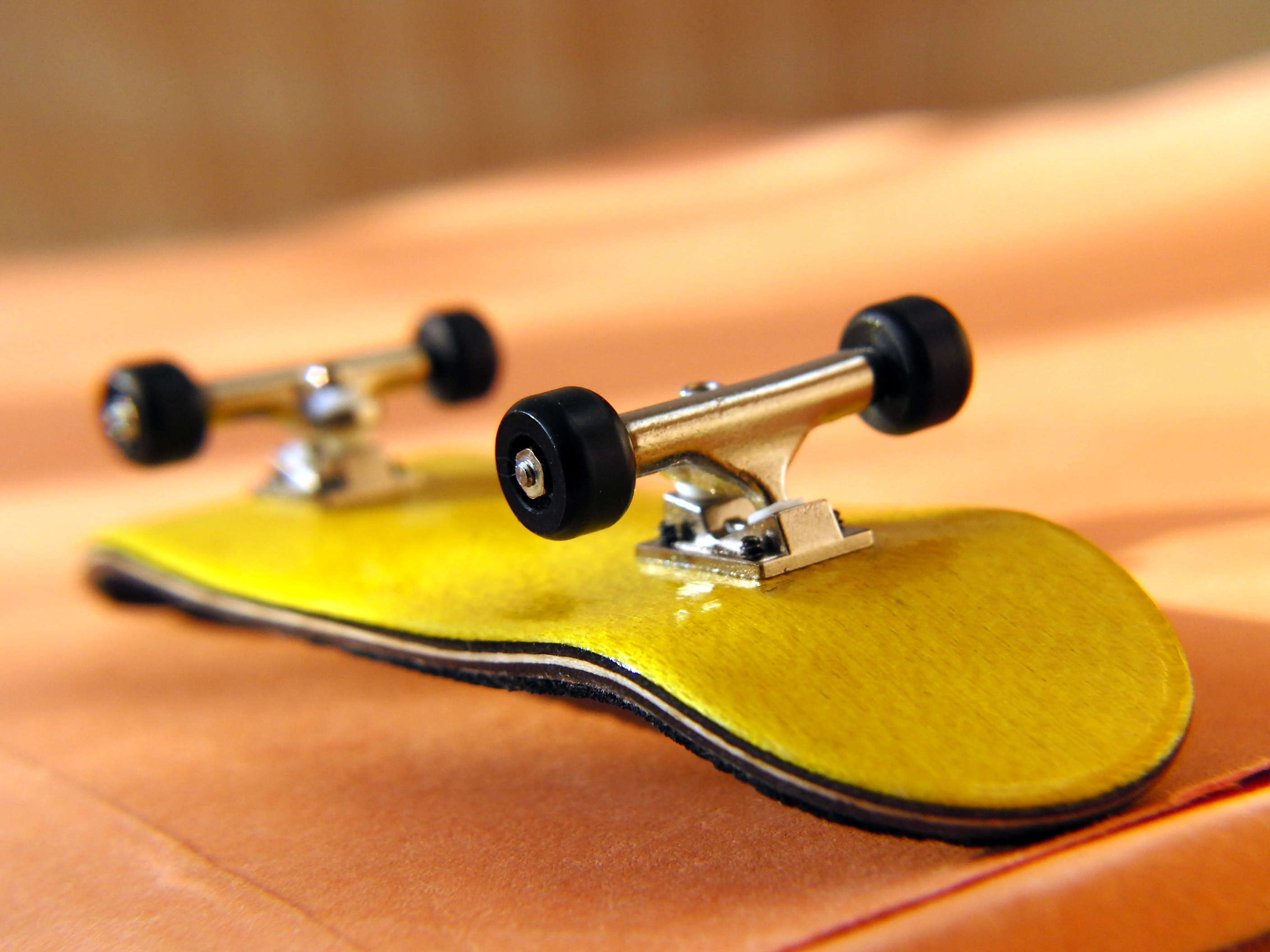
Dřevěný profesionální fingerboard

Takto profesionální fingerboard lze osadit nápravami (trucky) z klasického začátečnického fingeru. Pro lepší a realističtější ovládání fingerboardu se však doporučuje osadit fingerboard desku nápravami profesionálními, kterých je na trhu celá řada.
Evropský fingerboarding v plně profesionální podobě odstartoval v Německu. V Česku a v Evropě popularita fingerboardingu velice rychle stoupá. Rok od roku se pořádá stále více závodů, na kterých se závodí podobně jako na skateboardových závodech.[zdroj?]

## Postavení na fingerboardu
Na fingerboardu se správně jezdí dvěma prsty libovolné ruky. Při normální jízdě většinou spočívá zadní prst na tailu (patce) a přední před předními šrouby. Záleží ale na prováděném triku a stylu jezdce.

### Jízda na switch
Na fingerboardu se, podobně jako na skateboardu, dá jezdit i druhým směrem, tzv. na switch. Triky prováděné na switch jsou mnohem obtížnější, než ty normální.

## Příslušenství
Obyčejný fingerboard lze pořídit běžně ve skateshopech nebo na internetových obchodech. Profesionální varianty lze nakoupit pouze ve vybraných profesionálních obchodech. Na fingerboard se dá koupit mnoho příslušenství, jako ložisková kolečka, trucky z lepších slitin, jiné povrchy, speciální matky.

## Fingerboardové komponenty
Většina fingerboardů se skládá z těchto částí: deska, griptape, trucky, kolečka, ložiska a hardware (matičky, šroubky).

### Deska
Fingerboardová deska je hlavní součástí fingerboardu. Její součástí bývá Tape a Trucky. Jako materiál desky se používá plast a dřevo. Tvar desky určuje vlastnosti celého fingerboardu. Profesionální desky jsou velmi precizní a přesné. jejich tvar liší dle výrobce.

### Trucky
Trucky jsou přišroubovány na desce a jsou na nich nasazena kolečka. Pro montáž se používají dva druhy upevnění – starší varianta nazývaná TTS, tj. šroub, který se nahrazuje za osičku, a který se však časem ukázal jako zcela nevhodná varianta zejména při použití s ložiskovými kolečky; všichni profesionální výrobci tento nevhodný prvek nahradili realistickou variantou, tedy osičku s matičkami. Pro dodatečnou fixaci matiček někteří výrobci dodávají těsnění, nebo Loctite či LockNut matičky. Trucky jsou vyrobeny z kovu nebo slitiny a jsou nejzranitelnější součástí fingerboardu.

### Kolečka
Kola na fingerboardu zajišťují plynulý pohyb. Jako materiál se používá plast nebo u kvalitnějších variant polyurethan. Kolečka mohou mít kovové středy pro snížení tření, či dokonce miniaturní funkční ložiska která jsou součástí především kvalitnějších značek. Přítomnost ložisek o kvalitě koleček nic neříká, existuje spousta levných ložiskových koleček, která jsou pro jízdu zcela nevhodná. Hlavní vlastnost koleček je kvalita polyurethanu.

### Tape a Griptape
V dnešní době se již používá téměř výhradně pěnový tape od různých výrobců s různými vlastnostmi. Griptape je potom označení pro smirkový typ tape, stejný jako je na skateboardu. Na tento tape se pokládají prsty a jejím úkolem je vytvořit co největší tření pro co nejlepší ovladatelnost fingerboardu.

## Pravidla fingerboardingu
- 1. Standardem je používat jen 2 prsty
- 2. Nemůžete používat palec při ollie
- 3. Nemůžete přistát s prsty jinam než na fingerboard
- 4. Váš palec může být používán pouze ve vzduchu pro grab
- 5. Nemůžete hodit s fingerem a jenom na něj přistát
- 6. Nemůžete udělat trik a nechat finger spadnout, a až spadne, položit na něj prsty. Musíte přistát s vašimi prsty zároveň s fingrem

## Závody
Nejvýznamnější závody jsou FastFingers a EFC – European Fingerboard Cup. Je mnoho dalších, které se konají dnes prakticky po celém světě. V roce 2008 se v Praze konalo Mistrovství ČR ve fingerboardingu. V červnu 2009 se v Praze konaly jedny z největších evropských závodů ve fingerboardingu – EFC (European Fingerboard Cup) s účastníky z mnoha států Evropy. 

## Fingerboarding v Česku
Fingerboarding v Česku má počátky už od roku 2002. Největší rozmach však zažil až v letech 2010–2011, jelikož se mu v Čechách věnovalo velký počet jezdců. Od roku 2012 počet jezdců klesá, a to nejen v Česku, ale také v Německu, které je označováno jako země fingerboardingu.
Někteří jezdci z Česka se mohou porovnávat se zahraniční špičkou. Například moravský jezdec Petr Ptáček se v roce 2013 stal mistrem světa ve fingerboardingu, v ročníku 2012 skončil na druhém místě. V roce 2013 vyhrál i prestižní soutěž s názvem Battle of the Harrics, která patří k těm nejprestižnějším. Pyšní se také 1000 eurovým výdělkem pro vítěze, do závodu se dostane pouze vybraných 64 jezdců z celého světa. Předchozí rok se umístil taktéž na druhém místě. Petr Ptáček je označovaný jako nejlepší jezdec v Česku, ale i taky na celém světě.[zdroj⁠?!]

## Slovník pojmů
- Air – V angličtině znamená vzduch. Je to vysoký polet ať už s trikem, nebo bez.
- Backside (bs) – Otočení o 180 stupňů proti směru hodinových ručiček.
- Bank – Nakloněná plošina, na které se dají dělat triky.
- Funbox – Překážka pro fingerboard. Je to v podstatě krabice, na kterou z každé strany vede nájezd. Na tomto nájezdu mohou být zábradlí, nebo místo nájezdu mohou být schody či radius.
- Fingerboard – Zmenšenina skateboardu. Jezdí se na ní pomocí dvou, nebo tří prstů.
- Fingerboarding – Ježdění na fingerboardu a druh trikového sportu.
- Flip – Trik, u kterého se fingerboard jakkoli protočí. Některé flipy mají své určité názvy (Kickflip, Heelflip, Backflip…).
- Frontside (fs) – Otočení o 180 stupňů po směru hodinových ručiček.
- Grab – Chycení fingerboardu ve vzduchu. Některé graby mají svůj název (Nosegrab, Tailgrab, Indy…)
- Grip – Je na vnější straně. Grip je protismykový.
- Grind – Jízda na zábradlí po trekách. Např. Nosegrind, Feeble grind, 50-50 grind.
- Kingpin – Dlouhý šroub, na kterém drží treky. Na skateboardu se hodně láme, ale na fingerboardu z toho příliš strach mít nemusíte.
- Koping (anglicky coping) – Železná trubka, která bývá na hranách U-rampy nebo radiusu. Tato trubka slouží k tomu, aby se po těchto hranách dalo jezdit a aby se neničily.
- Minirampa – Zmenšená rampa – obvykle dva menší radiusy proti sobě.
- Nollie – Variace na ollie.
- Nose – Přední část fingerboardu.
- Tail – Zadní část fingerboardu.
- Ollie – Základní trik na fingerboardu – skok. Pokud jste se ollie nenaučili dobře, nemá cenu, abyste jezdili dál. Ollie je základ všech triků. Bez něj jezdit nejde. Je třeba ji stále vypilovávat.
- Radius (v angličtině Quarterpipe) – Polovina U-rampy. Obvykle bývá nižší a kratší než rampa.
- Bushingy, Silentblocky – Gumové nebo urethanové tlumící prvky nacházející se v treku. Bushingy určují točivost trucků.
- Slide – Jízda na zábradlí po jakékoli části desky (nose, tail) ale ne po trekách. Např. Noseslide, Boardslide, Bluntslide…
- Switch, switchstance (ss) – Téměř všichni, kteří jezdí na fingerboardu, jezdí ukazováčkem dopředu. To znamená, že na ollie se odrážejí prostředníčkem nebo prsteníčkem. Po nějaké době začnete zkoušet jezdit naopak (odrážet se ukazováčkem). Je to o hodně těžší. Pokud se vám takto povede jakýkoli trik, říká se, že je na switch (zkráceně ss).
- Treky (v angličtině trucks) – Část fingerboardu, na které jsou přidělána kolečka. Většinou bývá kovová nebo ze slitin.
- U-rampa (v angličtině Halfpipe) – Velká překážka, který vypadá jako rozpůlená roura. Skateboarding a fingerboarding se dělí na dvě disciplíny: U-rampa – ježdění jen v U-rampě – hodně vysoké airy, a street (z angličtiny ulice) – v této disciplíně se jezdí ve skateparku na funboxech a radiusech; dělají se hlavně technické triky.

## Backside, Frontside
Backside (BS) je otočení po směru hodinových ručiček, Frontside (FS) je otočení proti směru hodinových ručiček. Lze kombinovat s mnoha triky, zejména flipy, např. BS kickflip, FS heelflip, BS shove-it apod.

## Handboard
Handboard je zmenšenina skateboardu a větší obdoba Fingerboardu, na kterém se jezdí pomocí rukou. Měří asi 27 cm a dělají se na něm stejné triky jako na skateboardu.
Ve světě však nenašel velkou oblibu, a tak pomalu zaniká.